# Vör
Vör est une déesse (« Asynes ») de la mythologie nordique. On la retrouve dans l'Edda de Snorri :
| Tíunda Vör, hon er ok vitr ok spurul svá at engi hlut má hana leyna. Þat er orðtak at kona verði vör þess er hon verðr vís. | La dixième est Vör: elle est sage et curieuse, si bien que personne ne peut rien lui cacher. Un proverbe dit qu'une femme devient au courant de toute information qu'elle détient. |  |

Mis à part ces quelques phrases, la déesse est presque inconnue.